# Sirovena stigma
Sirovena stigma är en stekelart som beskrevs av Boucek 1988. Sirovena stigma ingår i släktet Sirovena och familjen puppglanssteklar. Inga underarter finns listade i Catalogue of Life.